# Zapas wygładzający
Zapas wygładzający – jeden z wielu rodzajów zapasów w logistyce, służący niwelowaniu różnic pomiędzy wielkością popytu górnej części łańcucha dostaw a poziomem popytu w dolnej jego części. Dolna część łańcucha dostaw to popyt pierwotny (generowany przez konsumenta), górną część tego łańcucha tworzy natomiast popyt wtórny.